# 14 Gwardyjski Leningradzki Pułk Lotnictwa Myśliwskiego
14 Gwardyjski Leningradzki Pułk Lotnictwa Myśliwskiego odznaczony Orderem Czerwonego Sztandaru i Orderem Suworowa (ros. 14-й гвардейский истребительный авиационный Ленинградский Краснознамённый, ордена Суворова полк, w skrócie 14-й гв. иап) – oddział kolejno Armii Czerwonej, Armii Radzieckiej, a obecnie Sił Zbrojnych Federacji Rosyjskiej w ramach Zachodniego Okręgu Wojskowego; pozostaje w strukturze 105 Dywizji Lotnictwa w 1. Dowództwie Sił Powietrznych i Obrony Przeciwlotniczej.
Numer jednostki wojskowej 55711. Siedzibą sztabu i dowództwa brygady jest Kursk. Jednostka dysponuje samolotami MiG-29 SMT.